# Rejon wiedieński
Rejon wiedieński (ros. Веде́нский райо́н, Wiedienskij rajon, czecz. Веданан район / Vedanan̡ rayon) – jeden z 15 rejonów w Czeczenii, znajdujący się w południowo-wschodniej części kraju. W 2002 roku rejon zamieszkiwało 36 087 osób. Stolicą rejonu jest wieś Wiedieno.